# Шамсе
Шамсе́ (фр. Champcey) — колишній муніципалітет у Франції, у регіоні Нормандія, департамент Манш. Населення — 210 осіб (2011).
Муніципалітет був розташований на відстані близько 280 км на захід від Парижа, 95 км на південний захід від Кана, 55 км на південний захід від Сен-Ло.

## Історія
До 2015 року муніципалітет перебував у складі регіону Нижня Нормандія. Від 1 січня 2016 року належав до нового об'єднаного регіону Нормандія.
1 січня 2016 року Шамсе, Анже, Монвірон, Ла-Рошель-Норманд i Сартії було об'єднано в новий муніципалітет Сартії-Баї-Бокаж.

## Демографія
Динаміка населення (INSEE ):
Розподіл населення за віком та статтю (2006):
| Стать | Всього | До 15 років | 15-24 | 25-44 | 45-64 | 65-85 | Понад 85 |
| --- | ------ | ----------- | ----- | ----- | ----- | ----- | -------- |
| Чоловіки | 76     | 17          | 9     | 22    | 16    | 12    | 0        |
| Жінки | 104    | 22          | 13    | 13    | 25    | 22    | 9        |
| \| Статево-вікова піраміда \| Статево-вікова піраміда \| Статево-вікова піраміда \| \| ----------------------- \| ----------------------- \| ----------------------- \| \| Чоловіки \| Вік \| Жінки \| \| 0 \| 85 + \| 9 \| \| 4 \| 80-84 \| 0 \| \| 0 \| 75-79 \| 9 \| \| 4 \| 70-74 \| 9 \| \| 4 \| 65-69 \| 4 \| \| 4 \| 60-64 \| 4 \| \| 4 \| 55-59 \| 0 \| \| 4 \| 50-54 \| 4 \| \| 4 \| 45-49 \| 17 \| \| 0 \| 40-44 \| 0 \| \| 13 \| 35-39 \| 9 \| \| 0 \| 30-34 \| 4 \| \| 9 \| 25-29 \| 0 \| \| 9 \| 20-24 \| 9 \| \| 0 \| 15-20 \| 4 \| \| 9 \| 10-14 \| 9 \| \| 4 \| 5-9 \| 9 \| \| 4 \| 0-4 \| 4 \| |        |             |       |       |       |       |          |
| Статево-вікова піраміда |        |             |       |       |       |       |          |
| Чоловіки | Вік    | Жінки       |       |       |       |       |          |
| 0 | 85 +   | 9           |       |       |       |       |          |
| 4 | 80-84  | 0           |       |       |       |       |          |
| 0 | 75-79  | 9           |       |       |       |       |          |
| 4 | 70-74  | 9           |       |       |       |       |          |
| 4 | 65-69  | 4           |       |       |       |       |          |
| 4 | 60-64  | 4           |       |       |       |       |          |
| 4 | 55-59  | 0           |       |       |       |       |          |
| 4 | 50-54  | 4           |       |       |       |       |          |
| 4 | 45-49  | 17          |       |       |       |       |          |
| 0 | 40-44  | 0           |       |       |       |       |          |
| 13 | 35-39  | 9           |       |       |       |       |          |
| 0 | 30-34  | 4           |       |       |       |       |          |
| 9 | 25-29  | 0           |       |       |       |       |          |
| 9 | 20-24  | 9           |       |       |       |       |          |
| 0 | 15-20  | 4           |       |       |       |       |          |
| 9 | 10-14  | 9           |       |       |       |       |          |
| 4 | 5-9    | 9           |       |       |       |       |          |
| 4 | 0-4    | 4           |       |       |       |       |          |

## Економіка
2010 року серед 122 осіб працездатного віку (15—64 років) 94 були активними, 28 — неактивними (показник активності 77,0%, у 1999 році було 67,4%). З 94 активних мешканців працювали 84 особи (41 чоловік та 43 жінки), безробітними було 10 (5 чоловіків та 5 жінок). Серед 28 неактивних 7 осіб було учнями чи студентами, 13 — пенсіонерами, 8 були неактивними з інших причин.

У 2010 році в муніципалітеті числилось 78 оподаткованих домогосподарств, у яких проживали 201,0 особи, медіана доходів виносила 16 841 євро на одного особоспоживача